# Herb powiatu węgorzewskiego
Herb powiatu węgorzewskiego – jeden z symboli powiatu węgorzewskiego, autorstwa Łukasza Aleksandrowicza, ustanowiony 4 października 2018.

## Wygląd i symbolika
Herb przedstawia na tarczy dwudzielnej w pas, w górnym, większym polu na czerwonym tle głowę Orła Białego w złotej koronie. Dolne, mniejsze pole przedstawia motyw biało-czarnej szachownicy. Orzeł nawiązuje do godła Polski oraz flagi województwa warmińsko-mazurskiego, natomiast szachownica do herbu Gołdapi.